# Авария
Авария е вид опасно произшествие, нещастен случай, известен още като непреднамерен акт, нежелано и непланирано събитие, което би могло да бъде предотвратено, ако обстоятелствата, довели до произшествието, са взети под внимание и са предприети необходимите мерки за предотвратяването му. Може също така да се използва термина злополука, при положение че се вземат предвид факторите, които увеличават риска от тежки наранявания и намаляват честотата и тежестта на нараняванията. Аварията има потенциала да доведе до разрушения на даден обект или на околната среда, като при това застраши живота на хора и животни.
Когато аварията е свързана с нараняване на хора, животни или причиняване на смърт, тя се нарича катастрофа. Когато е транспортна, катастрофата може да бъде причинена не само от техническа повреда или технически отказ, но и от човешка грешка, самонадеяност, физическа невъзможност (смърт, припадък) или под въздействие на алкохол, опиати, медикаменти.
Авариите (респективно катастрофите) биват:
- транспортни – когато са свързани с транспортни средства;
- производствени – когато свързани с производствени процеси;

Тези два основни вида се делят на разновидности и, когато са с широк периметър на влиянието, могат да доведат до екологична катастрофа.